# Flughafen Reggio Calabria

i7
i11
i13
Der Flughafen Reggio Calabria (ital.: Aeroporto di Reggio Calabria – Aeroporto dello Stretto “Tito Minniti”, IATA-Code: REG, ICAO-Code: LICR) liegt im Süden von Reggio Calabria, an der Spitze des italienischen Stiefels, unweit der sizilianischen Hafenstadt Messina. Zusammen mit den Flughäfen von Lamezia Terme und Crotone ist er einer der drei Verkehrsflughäfen der Region Kalabrien.

## Geschichte
Der Flughafen Reggio Calabria wurde im Jahr 1939 als Militärflugplatz angelegt und nach dem Piloten Tito Minniti benannt. Erste Linienflüge wurden im April 1947 aufgenommen. 1976 ging der Flughafen definitiv an die zivile Luftfahrtverwaltung über. Der gleichzeitig eröffnete Flughafen Lamezia Terme wurde wegen seiner zentraleren Lage in Kalabrien schnell zum Konkurrenten. Auch die relativ kurzen Start- und Landebahnen in Reggio Calabria behinderten eine positivere Entwicklung des kommerziellen Flugverkehrs. Der Ausbau des Flughafens Reggio Calabria ist mittlerweile etwas beschleunigt worden.

## Verkehrsanbindung
- KFZ: Vom Terminal aus führt die Via Ravagnese in nördlicher Richtung ins knapp fünf Kilometer entfernte Stadtzentrum, in südöstlicher Richtung zur Staatsstraße 106. Letztere umgeht als RA4 in nördlicher Richtung die Innenstadt und hat Anschluss an die Autobahn A2 und die daneben verlaufende Staatsstraße 18 nach Neapel, in entgegengesetzter Richtung führt die SS 106 entlang der südlichen ionischen Küste bis nach Tarent in Apulien. Von genannten Hauptverkehrsachsen zweigen etliche Straßen in den Aspromonte ab.

- Bus: Die städtischen ATAM-Busse verbinden den Flughafen mit der Innenstadt, dem Hafen und dem Hauptbahnhof. Eine Buslinie mit der Bezeichnung „Volobus“ fährt zum weiter nördlich gelegenen Hafen von Villa San Giovanni, von wo aus es Fährverbindungen nach Messina gibt. Die Buslinie „Jonica Line“ bietet Fahrten nach Caulonia an der Südküste Kalabriens an.

- Boot: Boote verbinden den Flughafen mit den Häfen von Reggio Calabria, Villa San Giovanni und Messina (metromare) sowie mit den Äolischen Inseln. Vom Terminal fahren Busse zur Bootsanlegestelle im Süden des Flughafens.

- Bahn: Im Februar 2013 wurde in der Nähe des Flughafens an der Bahnstrecke Tarent–Reggio di Calabria der Haltepunkt Reggio Calabria Aeroporto eröffnet. Regionalbahnen fahren von dort aus unter anderem zum Hauptbahnhof Reggio Calabria und nach Villa San Giovanni. Zwischen dem Flughafenterminal und dem neuen Haltepunkt verkehren Shuttlebusse.

## Fluggesellschaften und Ziele
ITA Airways fliegt von Reggio Calabria mehrmals täglich nach Rom und Mailand. 
Ryanair ist seit 2024 mit einem stationierten Flugzeug am Flughafen vertreten. Ryanair bedient 15 Ziele ab Reggio Calabria. Im deutschsprachigen Raum fliegt Ryanair ganzjährig nach Berlin und saisonal auch nach Frankfurt-Hahn.

## Besonderes Anflugverfahren
In Luftfahrtkreisen wird der Aeroporto dello Stretto respektvoll als europäisches Kai Tak bezeichnet. Das Anflugverfahren auf die Landebahn 33 ähnelt dem berühmten Checkerboard Approach des ehemaligen Hongkonger Flughafens.
Der Anflug auf die Bahn 33 in Reggio Calabria stellt aus folgenden Gründen für Piloten eine Herausforderung dar:
- Es ist ein ILS-ähnlicher Anflug ohne Gleitpfad (ein sog. Circling non precision Approach) in einem topografisch schwierigen Gelände durchzuführen. Dabei sind vier verschiedene Höhen exakt einzuhalten.
- der Endanflugkurs ist um 46° (in Kai Tak 43°) gegenüber der Landebahnrichtung versetzt. Die notwendige Korrektur muss im letzten Teil des Anflugs erfolgen.
- die Landebahn ist kurz.

Der Anflug darf nur mit einer besonderen Ausbildung durchgeführt werden. Zahlreiche optische Hilfsmittel helfen bei der Flugführung. Der Flughafen arbeitet an einer Verbesserung der Situation. In der Datenbank des Aviation Safety Network, in der schwere Flugzwischenfälle und -unfälle seit 1943 verzeichnet sind, findet sich kein einziger bei diesem Anflug.

## Zwischenfälle
- Am 24. Mai 1969 verunglückte eine Fokker F-27-600 der italienischen Aero Trasporti Italiani (ATI) mit dem Luftfahrzeugkennzeichen I-ATIT von Rom kommend bei der Landung auf dem Flughafen Reggio Calabria. Beide Pilotensitze waren von auszubildenden Flugzeugführern besetzt, während der Ausbildungskapitän dahinter auf dem Jumpseat saß. Die Maschine schlug vor der Landebahn auf, das Fahrwerk brach zusammen und das Flugzeug stürzte auf die Landebahn 15. Bei dem Unfall kam ein Passagier ums Leben, die anderen 35 Insassen überlebten den Unfall. Das erst ein Jahr alte Flugzeug wurde zerstört.[4]

## Verkehrszahlen
| Jahr | Flugbewegungen | Flugbewegungen | Passagiere | Passagiere | Fracht (in Tonnen) | Fracht (in Tonnen) |
| Jahr | Zahl           | Änder.         | Zahl       | Änderung   | Zahl               | Änderung           |
| ---- | -------------- | -------------- | ---------- | ---------- | ------------------ | ------------------ |
| 2000 | 6.291          | −3,1 %         | 538.048    | +4,6 %     | 330                | −6,5 %             |
| 2001 | 6.157          | −2,1 %         | 481.857    | −10,4 %    | 553                | +67,6 %            |
| 2002 | 5.830          | −5,3 %         | 463.662    | −3,8 %     | 690                | +24,8 %            |
| 2003 | 5.567          | −4,5 %         | 441.795    | −4,6 %     | 241                | −65,1 %            |
| 2004 | 3.729          | −33,0 %        | 272.859    | −38,2 %    | 189                | −21,6 %            |
| 2005 | 7.516          | +101,6 %       | 398.089    | +45,9 %    | 194                | +2,6 %             |
| 2006 | 11.414         | +51,9 %        | 607.727    | +59,0 %    | 197                | +1,5 %             |
| 2007 | 10.954         | −4,0 %         | 583.596    | −4,0 %     | 335                | +70,1 %            |
| 2008 | 9.394          | −14,2 %        | 536.032    | −8,2 %     | 180                | −46,3 %            |
| 2009 | 8.058          | −14,2 %        | 509.058    | −5,0 %     | 124                | −31,1 %            |
| 2010 | 9.066          | +12,5 %        | 548.648    | +7,8 %     | 191                | +54,0 %            |
| 2011 | 8.998          | −0,8 %         | 561.107    | +2,3 %     | 131                | −31,4 %            |
| 2012 | 8.223          | −8,5 %         | 571.694    | +1,9 %     | 114                | −13,0 %            |
| 2013 | 7.637          | −7,2 %         | 562.747    | −1,6 %     | 101                | −11,3 %            |
| 2014 | 7.383          | −3,3 %         | 522.849    | −7,1 %     | 46                 | −54,5 %            |
| 2015 | 6.858          | −7,1 %         | 492.612    | −5,8 %     | 53                 | +15,0 %            |
| 2016 | 6.373          | −7,1 %         | 485.346    | −1,5 %     | 37                 | −30,5 %            |
| 2017 | 5.419          | −15,0 %        | 381.442    | −21,4 %    | 38                 | +3,8 %             |
| 2018 | 6.328          | +16,8 %        | 358.321    | −6,1 %     | 25                 | −34,0 %            |
| 2019 | 5.596          | −11,6 %        | 365.391    | +2,0 %     | 29                 | +16,7 %            |